# Brixton Academy
Brixton Academy (oficjalna nazwa O2 Brixton Academy) – jeden z najpopularniejszych klubów koncertowych, nocnych a także teatrów, znajdujący się w południowej dzielnicy Londynu Brixton. Maksymalna pojemność wynosi 4921 (z czego 3760 miejsc stojących na dole, 1083 siedzących i 78 stojących w kręgu).

## Historia
Budynek powstał w 1929 roku i pełnił rolę kina oraz teatru na terenie prywatnego ogrodu przy Stockwell Road. Zaprojektowany został przez architekta Thomasa Somerforda i E A Stone. Koszt budowy wyniósł 250,000 funtów jako Teatr Astoria. Uroczyste otwarcie miało miejsce podczas pokazu filmu Śpiewający błazen z Alem Jolsonem w roli głównej. Do dziś zachowało się wiele oryginalnych elementów, jak na przykład proscenium i wnętrza w stylu art déco. 
29 lipca 1972 roku kino zostało oficjalnie zamknięte. Astoria została przekształcona w Sundown Centre we wrześniu 1972. Przedsięwzięcie okazało się mało popularne, i po czterech miesiącach zostało zamknięte. W maju 1974 uzyskano pozwolenie na zburzenie zabytkowego budynku i wybudowanie salonu samochodowego i stacji benzynowej. Ostatecznie program zburzenia został anulowany.
W 1981 roku Astoria została przebudowana przez Seana Treacy'ego. Obiekt został ponownie otwarty pod nazwą Fair Deal, a pierwszym koncertem był występ grupy UB40. Grupa The Clash zagrała koncert w 1982 roku podczas trasy Casbah Club tour. Obiekt został zamknięty rok później z powodu zadłużenia. W 1983 został kupiony przez Simona Parkesa i ponownie otwarty już jako Brixton Academy. W latach 80. klub zyskał popularność dzięki licznym produkcjom. Zaczęły odbywać się tu koncerty licznych wykonawców rockowych oraz popowych takich jak Eric Clapton, Dire Straits i The Police. Były tu kręcone także zapisy koncertów takich wykonawców jak Wham! oraz Culture Club. 12 grudnia 1986 popularny zespół The Smiths zagrał tu swój ostatni koncert przed zakończeniem działalności muzycznej. 
W roku 1995 Parkes sprzedał Brixton Academy. Nowy właściciel (McKenzie Group) rozpoczął reinwestycję na kwotę 500,000 funtów. Przeprowadzono gruntowny remont budynku, przywracając między innymi styl art déco do dawnej świetności, a także zwiększając pojemność do 5,000 miejsc. Obecnym właścicielem Brixton Academy jest Academy Music Group po rebrandingu w sierpniu 2004 roku. Obiekt pełni funkcję klubu nocnego oraz sali koncertowej. 
W marcu 2002 roku grupa Iron Maiden wyprzedała salę na trzy wieczory z rzędu, bijąc rekord sprzedaży merchandisu oraz biletów. Zespół wystąpił w Brixton sześć razy w karierze.  
Obecnie Brixton Academy należy do najpopularniejszych klubów w Londynie. Często prócz koncertów i występów, odbywają się tu różne wydarzenia kulturalne. Od 1994 przez 12 lat odbywała się tu gala NME Awards. Ponadto obiekt został uhonorowany w roku 2009 statuetką Music Week Award for Venue of the Year.